# John McAfee
John David McAfee (18. září 1945 Cinderford, Anglie – 23. června 2021 Barcelona) byl britsko-americký počítačový expert a podnikatel.
V roce 1987 založil softwarovou společnost McAfee Associates a řídil ji až do roku 1994, kdy z vedení odešel. Společnost McAfee Associates získala proslulost jako tvůrce prvního komerčního antivirového software a nadále byla dodavatelem korporátních bezpečnostních řešení. Osobní majetek Johna McAfeeho v roce 2007 dosáhl zhruba 100 miliónů dolarů, ale v následující krizi let 2007–2008 se podstatně zmenšil.
Po odchodu z McAfee Associates založil několik dalších společností. Řadu let žil v Belize, ale v roce 2013 se vrátil do Spojených států amerických, neboť byl v Belize stíhán pro podezření z vraždy.
Byl také politicky aktivní, v letech 2016 a 2020 neúspěšně kandidoval na prezidenta USA za Libertariánskou stranu.
Dne 6. října 2020 byl zadržen ve Španělsku na základě podezření z daňových úniků. Krátce poté, co španělský Národní soud rozhodl o jeho vydání do Spojených států, byl 23. června 2021 nalezen mrtev ve své vězeňské cele v Barceloně.